# Victor Thorsen
Niels Victor Julius Theodor Thorsen (* 29. September 1869 in Vesterø; † 7. Juli 1934) war ein dänischer Kapitän.

## Leben
Victor Thorsen war der Sohn von Jens Thorsen Nielsen und Hulda Marie Christine Amalia Jensen. Er wurde auf der dänischen Insel Læsø geboren.
Um 1885 reiste er noch als Jugendlicher erstmals nach Grönland. 1892 schloss er das Steuermannsexamen ab und wurde Steuermann in der Grönlandsschifffahrt. 1898 wurde er zum Obersteuermann ernannt und befuhr weiter mit verschiedenen Schiffen Grönland. 1908 wurde er zum Kapitän befördert. 1918 wurde er zum Schiffsinspektor ernannt, womit er die Aufsicht über die Grönlandsschifffahrt erhielt. Von 1920 bis 1921 war er Mitglied der Grønlandskommission. 1921 war er Eislotse auf der Island, mit der die Königsfamilie ihren ersten Grönlandsbesuch unternahm.
Für seine Verdienste wurde er zum Ritter des Dannebrogordens, Dannebrogsmand und Ritter des Nordstern-Ordens ernannt.
Aus seiner Ehe mit Kirsten Caroline Johansen ging der Sohn Oscar Johannes Valdemar Thorsen (1896–1933) hervor, der 1929 Kolonialverwalter in Appat wurde, aber vier Jahre später jung verstarb.
Victor Thorsen war äußerst interessiert an der grönländischen Seefahrtsgeschichte und baute sich ein Privatarchiv auf, um damit ein Buch zu verfassen, allerdings verstarb er 1934 im Alter von 64 Jahren, bevor er dieses Ziel erreichen konnte. Es wurde später von Kapitän Rasmus Tving herausgegeben.